# Microstomus kitt
La limanda-sogliola o sogliola limanda (Microstomus kitt) è un pesce di mare della famiglia Pleuronectidae.

## Distribuzione e habitat
Questa specie è distribuita tra la Norvegia a nord e il Golfo di Guascogna a sud. Raggiunge l'Islanda ed il mar Baltico occidentale.

Vive, al contrario della gran parte dei pesci piatti su fondi duri a scogli o ciottoli ma si può occasionalmente rinvenire su sabbia. È abbastanza costiera ma può comunque scendere fino a 200 metri.

## Descrizione
Questa specie è simile alla limanda come aspetto generale ma si riconosce subito per la bocca piccolissima, veramente minuscola, che non raggiunge nemmeno gli occhi. Inoltre ha il peduncolo caudale ampio, ben diverso da quello sottile degli altri pleuronettidi.

Il colore è beige o marrone con ben visibili macchie ocellate con il centro chiaro, spesso arancione. Una di queste macchie, particolarmente vistosa, è sita sotto la pinna pettorale.

Raggiunge i 60 cm di lunghezza.

## Alimentazione
Basata su vermi anellidi policheti e molluschi.

## Riproduzione
Avviene in primavera ed estate.

## Pesca
Ha carni ottime ma non è un prodotto della pesca particolarmente importante nonostante sia comune in vaste aree del mar del Nord.